# Grandpa Elliott
Elliot Small (Nueva Orleans, Luisiana; 11 de julio de 1945 - 8 de marzo de 2022; Jefferson, Luisiana, Estados Unidos), artísticamente conocido como Grandpa Elliot, fue un músico y compositor callejero muy popular en su ciudad natal.
Fue participante activo de la fundación Playing for Change, en el cual cantaba y tocaba la armónica.

## Biografía
Desarrolló un amor por la música cuando era niño, en parte para lidiar con los dolores de una vida familiar infeliz. El tío de Small era un músico profesional, a menudo dejaba que su sobrino fuera a un restaurante/bar para escucharlos tocar. Un día, cuando su tío se fue a trabajar sin su armónica, Small la recogió y se la llevó a la boca. "Oooh, fue horrible", dijo riendo. "Mi tío masticaba tabaco. Tuve que esterilizar esa cosa". El tío le dio al joven Elliott una armónica, y él se enamoró del sonido del arpa de boca, aprendiendo a tocar con la música de la radio de su mamá. En casa, la madre de Small prefirió la música clásica, lo que le dio al joven gustos diversos a una edad temprana. Aprendiendo a bailar por sí mismo viendo películas de Fred Astaire en la televisión, Small comenzó a actuar en las esquinas de las calles para cambiar, bailando mientras cantaba y tocaba su armónica.

"Me llevaron a Nueva York para hacer tapping en Broadway cuando tenía 6 o 7 años, y mi mamá murió allí"

El hombre con el que vivían los golpeó a ambos y terminó matando a su madre. Después de lo sucedido, su abuela trajo a Small de regreso a Nueva Orleans y les dio a él y a su hermana mayor, Frances, una buena vida. 

"Ella era una dulce anciana, mi padrastro era un hombre que no amaba a su hijo, pero mi tío venía a la casa y me tocaba la armónica".

## Carrera
En 2005 participó en el clip de vídeo «Stand By Me» editado por la fundación Playing for Change. Con su participación en este clip de video, que, a principios del año 2022, llevaba más de ciento setenta millones de visitas en YouTube, Elliot se hizo famoso internacionalmente y se convirtió en el decano y el líder del grupo Playing for Change. Grabó un álbum en solitario, «Sugar Sweet», editado en noviembre de 2009, cuando tenía 65 años y actuó para más de 40.000 personas en el Dodger Stadium, el 30 de junio de 2009.
El cantante participó de giras mundiales junto a dicha fundación presentándose en países como Brasil, Argentina, México, Australia, Sudáfrica, Malí, España entre otros países en el tour mundial "paz a través de la música". También participó en las discografías de la fundación en los años 2009, 2010, 2011, 2014 y 2018.

## Fallecimiento
Falleció el 8 de marzo de 2022 en el Hospital Ochsner en Jefferson (Luisiana) a la edad de 77 años a causa de una infección en la piel.